# Szabestan

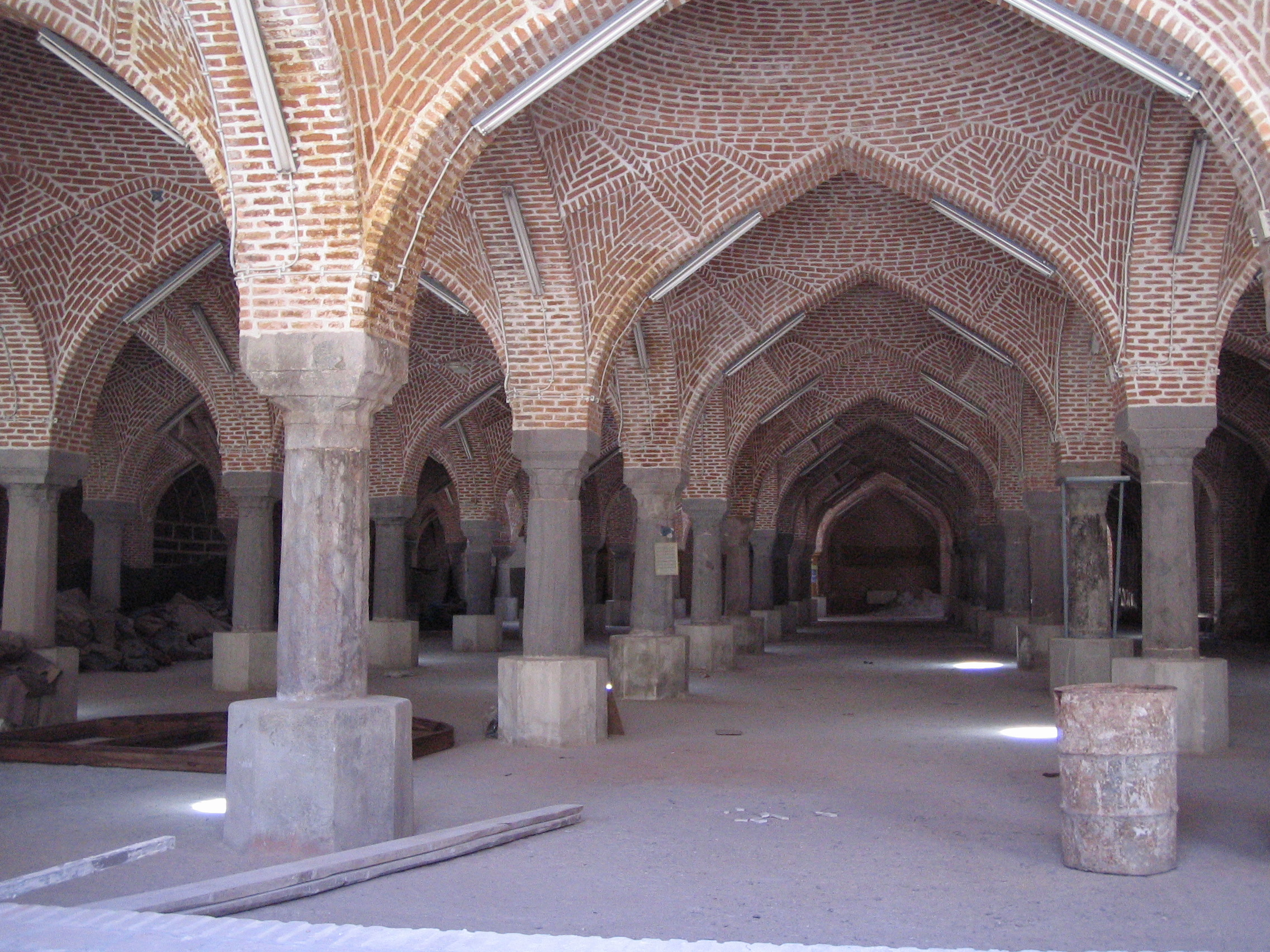
Szabestan meczetu piątkowego (jama masjid) w Tebrizie. Ponieważ tamtejszy klimat nie jest gorący, ten szabestan nie został zbudowany pod ziemią.

Szabestan lub szabistan (pers. ‏شبستان‎, staropers. xšapā.stāna) to podziemna przestrzeń często spotykana w tradycyjnej architekturze meczetów, domów i szkół starożytnego Iranu.

Szabestany zazwyczaj używane były latem. Mogły być wentylowane oraz chłodzone przez łapacze wiatru i kanaty. 

Łapacz wiatru i kanat użyte do chłodzenia

W okresie panowania Sasanidów i kolejnych Islamskich okresach, szabestanami nazywano też miejsca gdzie przebywały nałożnice szacha. Później jednak zaczęto nazywać te miejsca ‏زنانه‎ zanāneh, ‏اندرونی‎ andaruni i ‏حرم‎ haram (od Arabskiego harem).